# Vapor Trails
Vapor Trails är det kanadensiska rockbandet Rushs sjuttonde studioalbum, släppt den 14 maj 2002. Det är det första studioalbumet Rush släppte efter en längre tids frånvaro.
Tre singlar släpptes från albumet: "One Little Victory", "Secret Touch" och "Sweet Miracle". Endast 6 av de 13 låtarna på albumet spelades live av Rush. Många fans och även bandmedlemmarna var missnöjda med originalalbumets ljudmix. Den 30 september 2013 släpptes det en remix av albumet som gjordes av David Bottrill.  

## Låtlista
1. "One Little Victory" - 5:09
2. "Ceiling Unlimited" - 5:28
3. "Ghost Rider" - 5:41
4. "Peaceable Kingdom" - 5:23
5. "The Stars Look Down" - 4:28
6. "How It Is" - 4:05
7. "Vapor Trail" - 4:58
8. "Secret Touch" - 6:35
9. "Earthshine" - 5:38
10. "Sweet Miracle" - 3:41
11. "Nocturne " - 4:49
12. "Freeze" (Del IV av Fear) - 6:21
13. "Out of the Cradle" - 5:03